# Devil's food cake
Le Devil's food cake (parfois traduit par « gâteau du diable »)  est un gâteau au chocolat à étages, considéré comme faisant pendant au gâteau des anges (angel food cake) et inventé comme ce dernier aux États-Unis au début du XXe siècle.

## Description

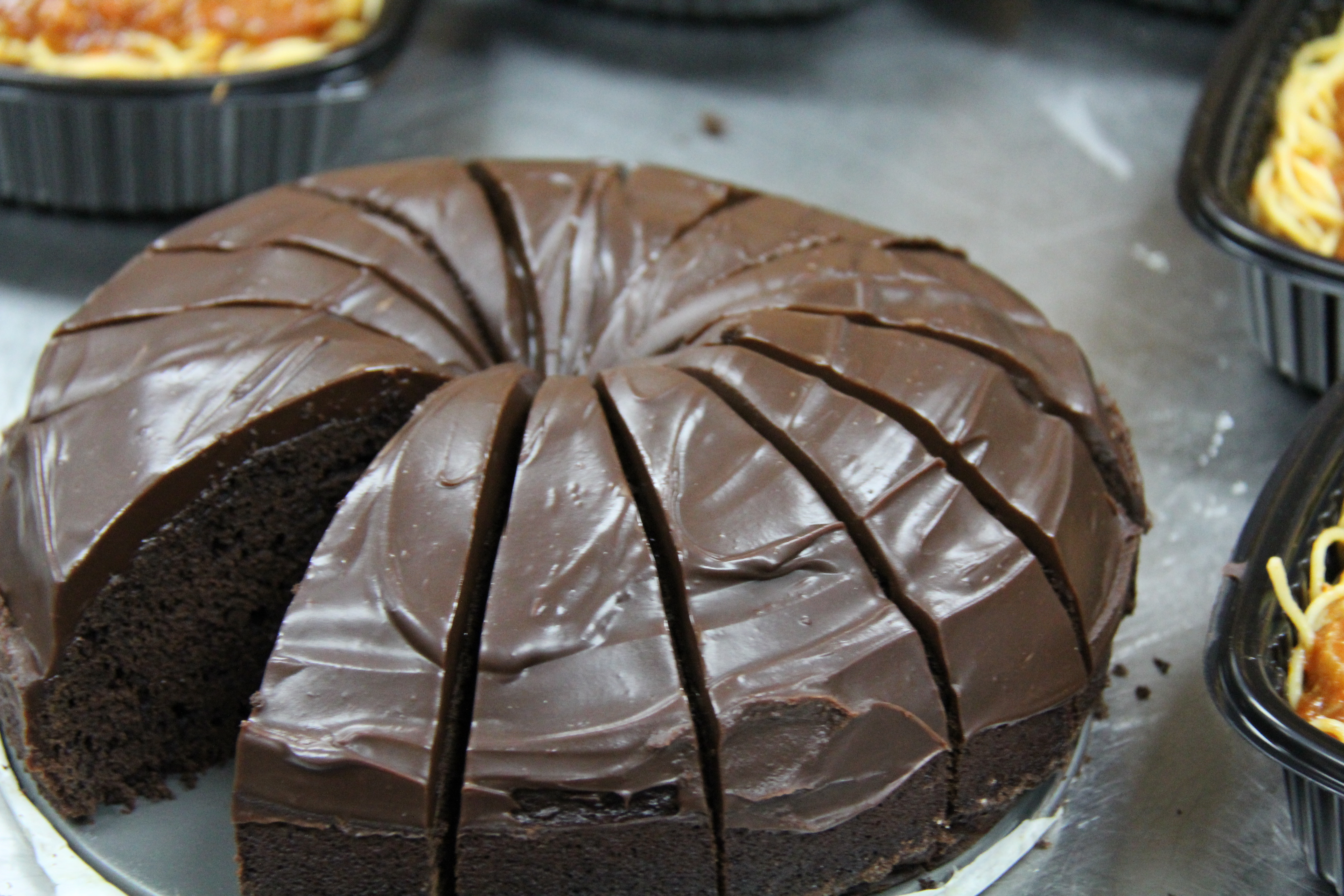
Un Devil's food cake découpé en parts.

Comme d'autres gâteaux exploitant la découverte alors récente des levures chimiques, le Devil's food cake fut inventé aux États-Unis au début du XXe siècle ; on en possède une recette imprimée datant de 1905. Les premières levures chimiques utilisables en pâtisserie apparaissent vers 1850, mais ce n'est qu'en 1891 qu'est commercialisé un produit pratique à l'usage du grand public.
Le Devil's food cake est plus riche que les gâteaux au chocolat usuels, utilisant du chocolat amer, ou même de la poudre de cacao (à la saveur plus intense), ; on ajoute souvent du café pour renforcer encore le goût.
Un ingrédient essentiel le distinguant des autres gâteaux au chocolat est le bicarbonate de sodium (un composant de base des levures chimiques) qui, outre qu'il fait gonfler le gâteau à la cuisson, augmente son alcalinité et lui donne une teinte plus profonde et plus sombre.